# Interactionele vormgeving
Interactionele Vormgeving (I.V.) is een vorm van integratieve psychotherapie die in 1989 ontwikkeld werd door de Belgische psychotherapeuten Hilde Vleugels en Bruno Van den Bosch, oprichters van de Educatieve Academie in Antwerpen.  
I.V. werd verder ontwikkeld vanuit praktijkervaring en binnen de opleidingscontext van de Educatieve Academie. Het was geen theoretisch construct dat later in de praktijk werd toegepast, maar een benadering die organisch groeide uit de dagelijkse realiteit van therapeutisch werk en voortdurend evolueert in wisselwerking met nieuwe inzichten en praktijkervaringen. 
Bij deze therapievorm worden verschillende therapeutische stromingen in interactie gebracht tot een coherent en dynamisch werkmodel, waarbij de oorspronkelijke therapievormen elkaar beïnvloeden zonder hun eigenheid te verliezen. 

## Theoretische basis
Interactionele Vormgeving vertrekt vanuit een integratieve en eclectische visie op psychotherapie. Het model baseert zich op de aanname dat elke mens uniek is, met een eigen identiteit, verleden, beleving, ervaringen, en normen en waarden. Daarom moet een therapeutische begeleiding zich aanpassen aan de belevingswereld en behoeften van de cliënt om een diepgaand en duurzaam effect te hebben. 
Het theoretisch kader integreert elementen uit: 
- Experentiële en cliëntgerichte benadering

- Systemische psychotherapie

- Cognitieve gedragstherapie

- Lichaamsgerichte therapie

- Psychoanalyse (gebaseerd op de analytische psychologie van Jung)

- Humanistische psychologie

- Contextuele benadering

- De vier kwadranten van Ken Wilber

## Basisprincipes
De Interactionele Vormgeving is gebouwd op volgende basisprincipes: 
- Integratie: Het combineert verschillende therapeutische benaderingen in één coherent model.

- Interactie: De nadruk ligt op de interactie tussen de cliënt en diens omgeving, anderen, en zichzelf.

- Maatwerk: De therapeut stemt de behandelmethode af op de specifieke noden en context van de cliënt.

- Eclectisch: De therapeut kiest bewust voor de methode die op dat moment voor die specifieke cliënt het meest aansluit.

- Holistisch: Er is aandacht voor zowel psychische, lichamelijke, relationele als existentiële en spirituele dimensies.

## De vier pijlers van Interactionele Vormgeving
De Interactionele Vormgeving rust op vier fundamentele pijlers die samen het theoretische en praktische kader van deze therapievorm vormen. Deze pijlers vertegenwoordigen de kernaspecten van waaruit I.V.-therapeuten werken: 
1. De integratieve pijler
De integratieve pijler staat voor het samenbrengen van verschillende psychotherapeutische benaderingen in een coherent geheel. Binnen I.V. worden elementen uit diverse therapeutische stromingen niet simpelweg naast elkaar gebruikt (eclecticisme), maar op een dieper niveau geïntegreerd tot een nieuwe synthese. Deze integratie gebeurt zowel op theoretisch niveau als in de praktische toepassing. 
Kenmerkend voor deze pijler is: 
- Het verbinden van inzichten uit verschillende therapeutische scholen

- Het ontwikkelen van een omvattend perspectief op menselijk functioneren en veranderingsprocessen

- Het afstemmen van de integratie op de specifieke behoefte van de individuele cliënt

- Het gebruik van de I.V.-driehoek als integratief kader om verschillende benaderingen te verbinden

2. De wetenschappelijke pijler
De wetenschappelijke pijler verankert de Interactionele Vormgeving in empirisch onderzoek en wetenschappelijke inzichten. I.V. baseert zich op evidence-based praktijken en actuele kennis uit de psychologie, neurowetenschappen en andere relevante disciplines. 
Deze pijler omvat: 
- Het gebruik van empirisch onderbouwde methoden en technieken

- De integratie van nieuwe wetenschappelijke inzichten in de therapeutische praktijk

- Een kritische reflectie op de effectiviteit van interventies

- De ontwikkeling van een theoretisch kader dat wetenschappelijk verantwoord is

- Het systematisch evalueren van therapeutische processen en uitkomsten

3. De creatieve pijler
De creatieve pijler benadrukt het belang van verbeelding, expressie en creatieve processen in therapie. I.V. ziet creativiteit als een essentiële helende kracht die ruimte schept voor nieuwe perspectieven en oplossingen. 
Deze pijler kenmerkt zich door: 
- Het gebruik van creatieve werkvormen en expressietechnieken

- Het werken met metaforen, verhalen en beelden

- Het stimuleren van de verbeeldingskracht van cliënten

- Het inzetten van lichaamsgerichte en experentiële oefeningen

- Het doorbreken van vaste patronen door creatieve interventies

4. De transpersoonlijke pijler
De transpersoonlijke pijler erkent de spirituele en existentiële dimensies van het menselijk bestaan. I.V. gaat ervan uit dat volledige menselijke ontwikkeling verder reikt dan het persoonlijke en ook het transpersoonlijke of spirituele omvat. 
Kenmerken van deze pijler zijn: 
- Aandacht voor zingevingsvraagstukken en existentiële thema's

- Erkenning van spirituele ervaringen als potentieel helende elementen

- Het werken met universele archetypen en symbolen

- Aandacht voor verbondenheid met iets groters dan het zelf

- Integratie van spirituele praktijken zoals mindfulness en contemplatie

- Het gebruik van rituelen en symbolen in het therapeutische proces

De vier pijlers functioneren niet als gescheiden elementen maar zijn voortdurend met elkaar in interactie, wat de naam "Interactionele Vormgeving" weerspiegelt. In de therapeutische praktijk worden deze pijlers geïntegreerd toegepast, afgestemd op de unieke situatie en behoeften van elke cliënt. Deze benadering zorgt voor een holistische en genuanceerde aanpak die recht doet aan de complexiteit van menselijke ervaringen. 

## De I.V.-driehoek
Een centraal concept in Interactionele Vormgeving is de I.V.-driehoek, een model dat de drie belangrijkste interactiefuncties weergeeft: 
1. Regisseur: Het observerende, reflecterende en sturende deel van het zelf.

1. Acteur: Het handelende, ervarende en belevende deel.

1. Publiek: Het deel dat feedback geeft, beoordeelt en interpreteert.

Deze theatermetafoor biedt een praktisch kader voor therapeuten om met cliënten te werken aan verschillende aspecten van hun functioneren. In latere ontwikkelingen van de methode is er sprake van de "opengeklapte driehoek" en de "tetraëder" als uitbreidingen van dit basismodel. 

## Methodologie
De I.V.-therapeut werkt op basis van: 
1. Therapeutische grondhouding: Aandacht, actief luisteren, respect, authenticiteit en empathie.

1. Methodische flexibiliteit: Het aanpassen van technieken aan de specifieke noden van de cliënt.

1. Integratieve kaders: Gebruik van I.V.-driehoek, integratief en integraal ontwikkelingsmodel, en hypothesemodel.

1. Combinatie van benaderingen: Gesprekstherapie, lichaamsgerichte interventies, systemische technieken, creatieve werkvormen en experiëntiële oefeningen worden geïntegreerd.

De therapeut beweegt zich daarbij binnen het spanningsveld tussen de universaliteit van menselijke problemen en de eigenheid van iedere mens, met aandacht voor ontwikkeling en voor existentiële en spirituele dimensies. 

## Kernliteratuur en publicaties
De theoretische basis en praktische toepassingen van Interactionele Vormgeving zijn vastgelegd in een aantal kernpublicaties: 
Veranderende denkbeelden in de psychotherapie (2009)
Geschreven door de grondleggers Hilde Vleugels en Bruno Van den Bosch, is dit een uitgebreide uiteenzetting van de visie en therapeutische methode van de Interactionele Vormgeving. Het boek legt de nadruk op de filosofische uitgangspunten, de basisattitude van de I.V.-therapeut en het integratieve en transpersoonlijke karakter van deze therapievorm. De theoretische beschouwingen worden doorweven met praktijkvoorbeelden en praktische handvatten. Het werk verbindt de verworvenheden van de moderne tijd met nieuwe denkbeelden en vormt een belangrijke basis voor het begrip van de I.V. methodiek. 
Scherven: Gebroken sprookjes en de zoektocht naar een nieuw verhaal (2005)
In dit werk verkent Hilde Vleugels thema's als vergankelijkheid, vruchtbaarheid, seksualiteit, ziekte, schuld en spiritualiteit vanuit het I.V.-perspectief. De titel "Scherven" verwijst naar iets wat stuk is gegaan, maar ook naar de mogelijkheid om uit kleine deeltjes iets nieuws te creëren. Het boek is een zoektocht naar verbinding, zin en samenhang, waarbij een sprookje is verweven doorheen het beschouwende werk. Deze structuur illustreert een kernprincipe van I.V.: de samenwerking tussen verstand en gevoel, verbeelding en realiteit, het persoonlijke en het universele. Het boek toont hoe Interactionele Vormgeving werkt met verhalen, metaforen en verwijst daarmee rechtstreeks naar de archetypen van C.G. Jung, een belangrijke inspiratiebron voor deze therapievorm. 
De Chaosfluisteraar: Over psychotherapie en kunst - Creativiteit als helende en verbindende kracht (2021)
In dit recente werk exploreert Hilde Vleugels het raakvlak tussen kunst en psychotherapie binnen het I.V.-kader. Het boek gaat in op hoe de expressie van de menselijke psyche zowel kunstenaars als psychotherapeuten fascineert, en hoe kunst en psychotherapie beide een verschuiving in het hart kunnen teweegbrengen. Vleugels benadrukt het belang van creativiteit als helende en verbindende kracht en biedt tal van praktische tips voor therapeutisch werk en creatieve werkvormen. De Chaosfluisteraar illustreert hoe I.V. creatieve processen integreert in de therapeutische praktijk en hoe dit bijdraagt aan geestelijke en fysieke gezondheid en algeheel welbevinden. 
Interactionele Vormgeving: Handboek Psychotherapie (2019)
Dit handboek, samengesteld door Marleen Van Laere, biedt een uitgebreide beschrijving van de I.V.-methodologie. Het werk schetst de therapeutische mogelijkheden van de I.V.-driehoek, de "opengeklapte driehoek" en de tetraëder. Naast de benodigde theorie worden ook filosofische uitgangspunten, spirituele en transpersoonlijke inzichten, praktijkvoorbeelden en praktische tips gebundeld tot een omvattend naslagwerk voor I.V.-therapeuten. 

## Opleiding en erkenning
De opleiding tot I.V.-therapeut wordt in België aangeboden via de Educatieve Academie in Berchem (Antwerpen) in samenwerking met Hogeschool VIVES. Het betreft een vierjarige postgraduaatsopleiding "Psychotherapie in de Interactionele Vormgeving, Integratieve psychotherapie en counseling met cliëntgerichte-experiëntiële basis", goed voor 120 ECTS-punten. 
Europese erkenning
De opleiding tot psychotherapeut in de Interactionele Vormgeving geniet erkenning van verschillende Europese beroepsorganisaties: 
European Association for Psychotherapy (EAP)
De Educatieve Academie is geaccrediteerd door de European Association for Psychotherapy (EAP) als European Accredited Psychotherapy Training Institute (EAPTI). Afgestudeerde therapeuten in de Interactionele Vormgeving komen hierdoor rechtstreeks in aanmerking voor het European Certificate for Psychotherapy (ECP), wat een Europees erkende kwalificatiestandaard is voor psychotherapeuten. 
European Association for Integrative Psychotherapy (EAIP)
De opleiding is tevens erkend door de European Association for Integrative Psychotherapy (EAIP), een Europese koepelorganisatie die integratieve benaderingen in de psychotherapie vertegenwoordigt en bevordert. Afgestudeerden kunnen hierdoor in aanmerking komen voor het European Certificate of Integrative Psychotherapy (ECIP), een specifieke erkenning voor integratief werkende therapeuten. 
European Interdisciplinary Association for Therapeutic Services for Children and Young People (EIATSCYP)
De opleiding heeft ook erkenning van EIATSCYP, een interdisciplinaire Europese vereniging die verschillende therapeutische disciplines samenbrengt die werken met kinderen en jongeren. Deze erkenning onderstreept de relevantie van Interactionele Vormgeving voor het werken met jongeren en kinderen. 
Beroepsvereniging
Belgische psychotherapeuten in de Interactionele Vormgeving kunnen lid worden van de V.V.T.I.V. (Vereniging voor Vlaamse Therapeuten in de Interactionele Vormgeving), een beroepsvereniging die de professionele belangen van I.V.-therapeuten behartigt. De vereniging bevordert professionele ontwikkeling, intervisie en supervisie onder haar leden en streeft naar erkenning van het beroep van psychotherapeut op Belgisch niveau. 
Voortgezette opleiding
Na het afronden van de basisopleiding zijn er diverse mogelijkheden voor verdere verdieping of verbreding, waaronder: 
- Gespecialiseerde opleidingen rond trauma en traumaverwerking

- Relatie- en gezinstherapie binnen het I.V.-kader

- Creatieve therapievormen en expressietechnieken

- Supervisorenopleiding

Deze bijkomende opleidingsmogelijkheden worden voornamelijk aangeboden door de Educatieve Academie en erkende samenwerkingspartners. 
Andere opleidingen in de Interactionele Vormgeving
Naast de opleiding tot therapeut in de Interactionele Vormgeving bestaan er nog mogelijkheden voor professionals die mensen begeleiden om zich de Interactionele Vormgeving eigen te maken en in hun praktijk toe te passen.  
Driejarige opleidingen tot I.V.-Counselor  
Er is de keuze tussen een I.V.-Counselingopleiding Kinderen en Jongeren enerzijds of een I.V.-Counselingopleiding Volwassenen anderzijds. 
De counselor opleiding bereidt professionals voor op het werken als counselor binnen diverse contexten. De focus ligt op kortdurende begeleiding en het versterken van iemands natuurlijke probleemoplossende vermogens. De opleiding integreert theorie, vaardigheidstraining en persoonlijke ontwikkeling, met bijzondere aandacht voor gespreksvoering en kortdurende interventies vanuit de vier I.V.-pijlers, met een specifieke nadruk op de integratieve en wetenschappelijke aspecten. 
Tweejarige opleiding tot I.V.-Coach  
Deze opleiding is bedoeld voor professionals die zich willen toeleggen op coaching of die hun bestaande coachingpraktijk willen verdiepen. Het eerste jaar vormt een brede basis in de principes van Interactionele Vormgeving, terwijl het tweede jaar ruimte biedt voor specialisatie in specifieke coachingmethodieken en -contexten. Ook hier worden de vier pijlers geïntegreerd, met een bijzondere nadruk op de creatieve en integratieve aspecten binnen een coachingkader. 

## Toepassingsgebieden
Interactionele Vormgeving wordt toegepast in verschillende settings: 
- Individuele psychotherapie

- Relatietherapie en gezinstherapie

- Coaching en loopbaanbegeleiding

- Groepstherapie

- Traumaverwerking

- Creatieve therapie en expressie

- Persoonlijke groei en ontwikkeling

- Rouw- en verliesverwerking

- Existentiële en spirituele vraagstukken

### Opleiding en organisaties
- Educatieve Academie - Opleiding tot I.V.-therapeut

- Vereniging voor Vlaamse Therapeuten in de Interactionele Vormgeving (V.V.T.I.V.)

- Vind een I.V.-therapeut in België

### Europese erkenningen
- European Association for Psychotherapy (EAP) - Verleent het European Certificate for Psychotherapy (ECP)

- European Association for Integrative Psychotherapy (EAIP) - Verleent het European Certificate of Integrative Psychotherapy (ECIP)

- European Interdisciplinary Association for Therapeutic Services for Children and Young People (EIATSCYP) - Erkent therapeutische opleidingen voor het werken met kinderen en jongeren